# Croisade de dix ans
Cette page contient des caractères spéciaux ou non latins. S’ils s’affichent mal (▯, ?, etc.), consultez la page d’aide Unicode.
La Croisade (ǧihād) de dix ans (Ten Year World Crusade, 1953-1963) fut lancée par Shoghi Effendi (1897-1957), le Gardien de la Foi baha’ie fondée par son arrière-grand-père Bahāʾ-Allāh (1817-1892), pour organiser le mieux possible l’expansion de cette Foi à travers le monde entier. Il lança des appels pressants et insistants auprès de tous les baha’is, surtout les persans et les américains, pour qu’ils se dispersent à travers le monde comme pionniers afin de d’assurer le rayonnement de la Foi baha’ie et le développement de sa communauté.
Dans ses messages au monde baha’i, Shoghi Effendi dressa la liste des buts à atteindre au cours de cette « Croisade de dix ans », dont les quatre principaux étaient :
- le développement des institutions du centre mondial baha’i.
- l’affermissement de la Foi baha’ie dans 11 pays, dans lesquels elle était déjà bien établie.
- l’affermissement de la Foi baha’ie dans d’autres territoires, où elle s’était déjà fait connaître.
- l’extension de la Foi baha’ie à tous les autres pays et territoires encore « vierges » à travers le monde.

Mais avant l’achèvement de ce plan, Shoghi Effendi mourut inopinément le 4 novembre 1957 et les Mains de la Cause poursuivirent la campagne selon les directives déjà esquissées par le gardien jusqu’à la première élection de la Maison universelle de justice le 21 avril 1963. Cet évènement d’une importance majeure marqua la fin de la seconde époque de l’Âge de Formation (ou « âge de fer ») de la Foi baha’ie.
La Maison Universelle de Justice annonça dans ses premiers messages que seront lancés successivement plusieurs autres plans pluriannuels pour continuer le développement de la Foi baha’ie, et fit le bilan des résultats obtenus au cours de la « Croisade de dix ans » : durant cette brève période et grâce à un formidable élan de générosité et de sacrifice, le nombre des Assemblées Spirituelles Nationales s’accrut de 12 à 56 et celui des Assemblées Spirituelles Locales augmenta d’un peu plus de 600 (principalement en Iran, Europe et Amérique du Nord) à presque 4 600 à travers le monde entier.
À tous ces baha’is, qui abandonnèrent leur foyer et furent les premiers à émigrer comme pionniers dans un pays non encore ouvert à la Foi baha’ie pour la faire connaître au cours de la « Croisade de dix ans », on décerna la distinction de Chevaliers de Bahá’u’lláh.